# 西村卓爾
西村 卓爾（にしむら たくじ、1889年〈明治23年〉4月3日） - 1967年〈昭和42年〉10月10日）は、大正時代中期の歯科医師である。

## 生涯
長門国美祢郡大嶺村（山口県美祢市大嶺町重安）に醫家西村家第四代当主西村俊三（にしむら　しゅんぞう）の嫡男として生まれた。
父親と同じく医師を志し大阪高等医学専門学校（現：大阪医科薬科大学）を卒業。しかし剣道の試合中に耳を痛め、歯科医師へ転向する。
東京歯科医学専門学校（現：東京歯科大学）卒業（第3期）。
大正2年3月、山口県下関市新地町において西村歯科医院開業。
大正7年、山口県に2歯科医師会が存立し、対立状態が続いた当時、日本連合歯科医師会会長である血脇守之助氏、山口県歯科医師会会長である林義三郎氏と会談、問題解決に尽力する。
山口県歯科医師会副会長（第11代）、理事（第9代）など要職を歴任。
嫡男西村莞爾（にしむら　かんじ）ほか多くの門人を育てるも山口県下関市新地町において78歳で病没した。